# Nadruvien
Le nadruvien était un dialecte du vieux-prussien, une langue éteinte appartenant au groupe balte occidental des langues indo-européennes. Il était parlé par les Nadruviens de la Nadruvie, le clan le plus puissant des Borusses.

## Histoire
La dialectalisation du vieux-prussien ne s'appuie sur aucune preuve autre que la division des Borusses en clans qui est documentée historiquement. Le territoire des Nadruviens, la Nadruvie, se situait à l'extrémité nord-est de l'aire du vieux-prussien, dans l'est de la Prusse-Orientale, où se trouvent aujourd'hui l'enclave de Kaliningrad, à la frontière entre la Lituanie et la Pologne. Les Nadruviens disparurent, germanisés, au XVIe siècle.